# 鑄造廠橋

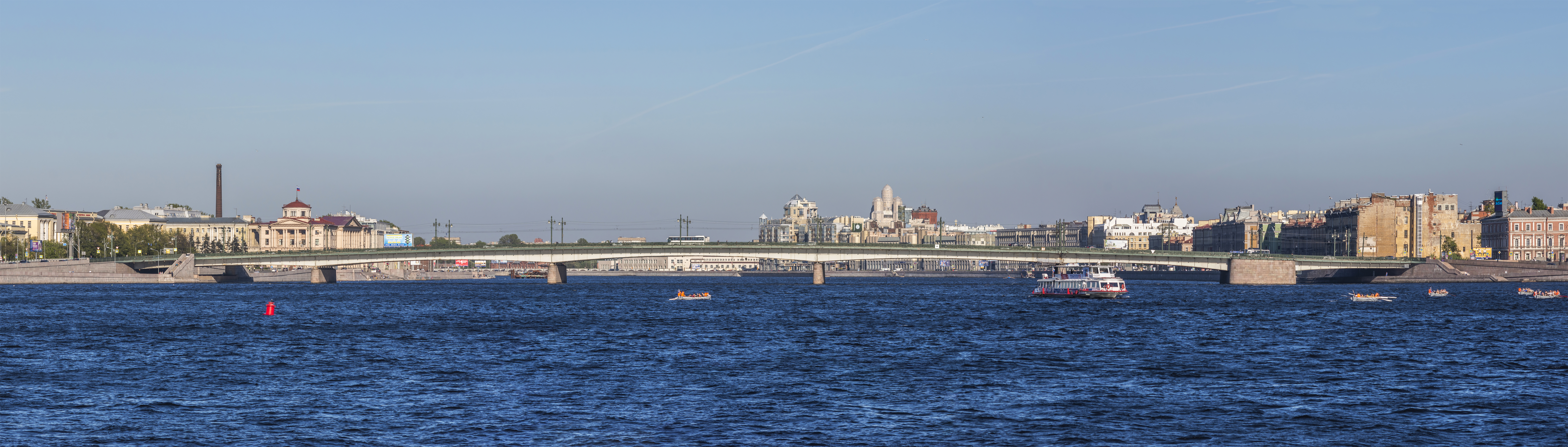
鑄造廠橋

鑄造廠橋（俄语：Лите́йный мост）是俄羅斯聖彼得堡涅瓦河上的一座橋樑，也是涅瓦河上第二座永久橋樑。鑄造廠橋全長396米，寬24米。涅瓦河在這一河段的最深深度有24米。

## 外部連結
- "Liteyny Bridge", 1982 by Alexander Semionov at STVBACCHUS Album